# Shen Shu (Orakel)
Das Shen Shu (chinesisch 神數) ist ein über 2.000 Jahre altes chinesisches Münzorakel. Es stammt aus chinesischen Mythen und Naturgeschehen und ist bis heute das populärste Weissagebuch in China.
Das gesamte Orakel besteht aus 384 Strophen, die einerseits konkrete Antworten und andererseits auch einen Spielraum für eigene intuitive Deutung lassen.